# 1644 в Україні

## Події
- Охматівська битва в якій Великий коронний гетьман Станіслав Конецпольський а також князь Ярема Вишневецький розбили переважаючі сили татар Тугай-бея. Рештки втікачів розбив комісар Війська Запорозького Миколай Зацвіліховський біля річки Синюхи (нині Черкаська область).

## Особи

### Народились
- Миколай Леон Сапега — князь, державний та військовий діяч Речі Посполитої (помер 1685 року).

### Померли
- 14 січня — Рогаля Самійло — білоруський і український друкар, чернець («отець Самуїл, що з Вільна німець друкар»).
- 20 грудня — Станіслав Боніфацій Мнішек — польський шляхтич, урядник Речі Посполитої, львівський, глинянський, самбірський староста (народився 1580 року).
- Самійло Мефедович — діяч київського магістрату часів Речі Посполитої, війт Києва в 1641–1644 роках.

## Пам'ятні дати та ювілеї
- 700 з часу початку походу київського князя Ігора І Рюриковича на Константинополь та укладення Русько-візантійського мирного договору з імператором Романом I Лакапіном у 944 році за яким руським купцям дозволялось безмитно торгувати в Царгороді за зобов'язання захисту візантійських володінь у Криму.
- 675 років з часу початку другого Балканського походу київського князя Святослава у 969 році.
- 625 років з початку правління Ярослава Мудрого, Великого князя Київської  Русі у 1019 році.
- 550 років з часу у 1094 році:
  - захоплення Олегом Святославичем з підтримкою половців Чернігова. Він розплатився зі своїми половецькими союзниками, віддавши їм Тмутороканське князівство, яке надалі в літописах не згадується;
  - укладення миру Великим князем київським Святополком II Ізяславичем миру з половцями. Він узяв у дружини дочку Тугоркана, хана половецького.
- 500 років з часу у 1144 році:
  - створення Галицького князівства та перенесення князем Володимирком столиці до Галича. У місті спалахнуло повстання проти його правління, яке Володимирко придушив;
  - створення Галицького (Крилоського) Євангелія — однієї з найдавніших книжних пам'яток Київської Русі.
- 475 років з часу захоплення й розорення Києва об'єднаним військом 12 руських князів, очолюваним Андрієм Боголюбським у 1169 році.
- 450 років з часу переходу київського престолу перейшов до Рюрика Ростиславича після смерті Святослава Всеволодовича у 1194 році.
- 400 років з часу перемоги Данила Галицького біля Мостищ над військом Ростислава Михайловича, претендента на галицький престол у 1244 році.
- 375 років з часу початку правління князя Володимира Васильковича (сина Василька Романовича, брата Данила Галицького) на Волині у 1269 році.
- 200 років з часу надання Магдебурзького права місту Житомиру у 1444 році.
- 175 років з часу надання Магдебурзького права місту Бібрці у 1469 році.
- 75 років з часу у 1569 році:
  - укладення Люблінської унії;
  - надання Магдебурзького права місту Яворову.
- 50 років з часу у 1594 році:
  - початку повстання під проводом Северина Наливайка;
  - вперше за свою історію Військо Запорозьке стало повноправним учасником міжнародної коаліції, уклавши договір із «Священною лігою» щодо спільної боротьби проти Османської імперії;
  - закладення замку у місті Жовква.
- 25 років з часу у 1619 році:
  - виходу «Граматики» Мелетія Смотрицького — першого повного видання церковнослов'янської  мови в українській редакції;
  - заснування Спасо-Преображенського Мгарського монастиря;
  - укладення Роставицької польсько-козацької угоди, за якою реєстр обмежувався трьома тисячами козаків і встановлювалася заборона їх походів до турецьких володінь;
  - першої відомої постановки українських інтермедій у містечку Кам'янка Струмилова на ярмарку;
  - офіційного визнання короля Луцького братства з наданням привілею на будівництво церкви і притулку;
  - морського походу козаків під рукою Якова Бородавки-Нероди на Тягиню.

### Видатних особистостей

#### Померли
- 150 років з дня смерті у 1494 році:
  - Юрія Михайловича Донат-Котермака, український філософ, астроном, уродженець міста Дрогобич, в 1481—1482 роках ректор Болоньського університету, в 1487—1494 роках професор Ягеллонського університету в Кракові, викладач Миколи Коперника.